# ぼく モグラ キツネ 馬 (映画)
『ぼく モグラ キツネ 馬』（The Boy, the Mole, the Fox and the Horse）は、ピーター・ベイントンとチャーリー・マッケジー監督、ジョン・クローカーとマッケジー脚本による2022年の短編アニメーション映画である。マッケジーの2019年の同名の絵本が原作であり、ジュード・カワード・ニコル、ガブリエル・バーン、イドリス・エルバ、トム・ホランダーがタイトルキャラクターの声優を務めた。
2020年初頭に原作本がベストセラーとなると複数のプロデューサーが映画化を前提として権利獲得に動き、最終的にカーラ・スペラーが手にした。スペラーはマシュー・フロイドと共同でノンモア・プロダクションズを立ち上げて製作を開始し、さらにJ・J・エイブラムスもバッド・ロボット・プロダクションズの下でプロデューサーに加わった。アニメーションはCOVID-19パンデミック下で遠隔作業によって進められ、20カ国以上から120人以上が参加した。絵本はルーズで未完成風の作画であるため、ベイントンとアニメーションチームはこれに合せるためにキャラクターには鉛筆インクを使って細部まで緻密に描き込み、背景には水彩画のような質感を持たせた。
イギリスでは2022年12月24日にBBC OneとBBC iPlayerで公開され、そのほかの国々では翌日の12月25日にApple TV+で配信開始された。批評家には概ね高評価を受けており、第95回アカデミー賞短編アニメ賞や第76回英国アカデミー賞英国短編アニメーション賞を受賞した。

## プロット
春の日の大自然の中で登場キャラクター同誌が友情を育むことを軸として人間らしさ、共感、優しさといったテーマが描かれる。

## 製作

### 企画
2019年、チャーリー・マッケジーは少年とモグラ、キツネ、馬の会話をInstagramに投稿したスケッチを基にした絵本『ぼく モグラ キツネ 馬』を出版した。これは2020年初頭に25万部を超えるベストセラーとなり、複数のプロデューサーが長編作品化を試みたが、彼はプロデューサーのカーラ・スペラーとマシュー・フロイドから短編アニメーション化を進言された。スペラーは事前知識が無いままこの本を見つけたが、読了後にとても気に入り、映画化できる素材が多数あると感じていた。それゆえ彼女はマッケジーとフロイドと連絡を取り合い、短編映画化について話し合うこととなった。
スペラーは「この映画を作るにあたり、チャーリーをチームの中心に据えることは私にとってとても重要だった。原作本からすぐわかるように、彼は何が有効かについて信じがたいほど強い直感を持っている。私にとっては彼がここまで密接に関わらずにこの映画を作ってしまっては意味がなかったのだ」と考えていた。彼女とフロイドはノンモア・プロダクションズという製作会社を立ち上げて資金調達し、J・J・エイブラムスもまたバッド・ロボット・プロダクションズの看板の下で加わり、さらにウディ・ハレルソンも参加した。スペラーはマッケジーが「明らかにそれらのキャラクターを作り、誰よりも多くを知っているにもかかわらず、彼は映画を作る過程でそれらについて非常に多くを学んだ」ことが魅力的だと感じた。
映画はピーター・ベイントンが監督し、ジョン・クローカーが共同で脚本を書き、ジュード・カワード・ニコル、ガブリエル・バーン、イドリス・エルバ、トム・ホランダーが4つのタイトルキャラクターの声を担当した。ニコルのキャスティングは彼の演技経験が浅く、オーディションを受けた300人からの選出であったために製作チームにとっては挑戦的なものであった。彼はさらに「私たちは少年の声にある種の儚さと弱さを求めていた。少年の声を聞いた人が彼の世話を焼いたり、守ろうとしたりする本能を得て欲しいと思ったのだ。（中略）彼は映画冒頭で道に迷って家を探していることを私たちに告げる。私たちは皆、この少年をとても大切に思っていた。そしてそれが少年の声に求められていたものだった。とても柔らかく、とても優しく、自信のない声だ」と付け加えた。ベイントンは「ニコルとホランダーの声の間にこのような素敵な親密さ音楽的な関係を見出した」と述べた。パンデミックの影響で2人は別々に収録した。

### アニメーションとデザイン
この映画には20カ国以上から集まった120から150人以上の国際的なスタッフが参加している。製作はCOVID-19パンデミックの真っ只中に開始されたので各メンバーは自宅での作業を要された。スペラーは「常に最も才能あるアーティストを探し、プロジェクトとチームに相応しいと思えれば世界のどこにいても構わない」として、製作のためのチーム作りと同じ方法でチームを結成した。彼女は各面々が想像を超える方法でそれを実現したことを「驚異的な努力」と呼んだ。マッケジーはこの映画の製作を感動的であると感じ、「それは主に優しさと友情の旅であり、私たちは皆友人になった。そのため私は作品と同じくらいプロセスを常に愛している。そしていつ見ても、映画を一時停止すれば、深い会話、時には議論や意見の相違、しかし常に優しさにあふれていた会話を思い出すことが出来る」と語った。
ベイントンは「チャーリーの絵は解剖学の知識に裏打ちされたものであり、非常に素早く、かなり印象的に描かれているのだが、馬や少年やキツネの生体構造を熟知していることがわかる。モグラの場合は少し違う」と付け加えた。彼はさらに精巧なイラストを手描きのアニメーションに変換し、「表現したい微妙な感情を伝えることができるニュアンスのある演技を可能にするキャラクターの描き方を発見すること」が課題であると補足した。マッケジーは緩やかで未完成な質感の作風であったため、生態構造的に正しいキャラクターを鉛筆の線で描き、ゆるやかなインクで上から重ねていって完全な形に仕上げる作業となり、背景はマッケジーの水彩画のような風合いにするために手書きのスタイルで行われた。スーパーバイザーのティム・ワッツ、ガブリエレ・ズッケリ、セタレ・エルファン、アートディレクターのアイク・マッケンを中心とするアニメーションチームは細かいモデルまで正確に作り込み、アートとストーリーボーディングのプロセスでは「キャラクターの周りを漂うような非常に細かい線を見つける」ためにインクの緩い方法をアーティストに推奨した。
キャラクターのデザインについてベイントンは「私が最初に覚えているのは、非常にリアルで均整のとれた馬と狐と子供がいて、それから、この黒い三角形の花に筒状の円がある奇妙で小さな写実的なモグラである。小さなドアストップのようなものだ。このようなコントラストがチャーリーの作品の魅力だ。アニメーションを作るために私たちは原作本に回帰し、少年とキツネと馬についてはできる限りカートゥーン的ではない自然なアプローチ、モグラについては大胆なアニメーションを開発した。

### 音楽
映画音楽はイゾベル・ウォーラー＝ブリッジが作曲しており、彼女は「チャーリーのエネルギーが原作本からのものだけではなく音楽にも反映されたと思う。貴方が想像できるように、この2つはとても密接に関係している。チャーリーの話し方や世界観に耳を傾け、彼がなぜこの本を作ったのか、何故この映画を作ることが重要だと感じたのかに最新の注意を払った。音楽はそのエネルギーの延長線上にあり、楽器やピアノの選択に至るまでの全てが本当に重要だと感じた。そのような重要な選択の多くはチャーリーからもたらされたものであり、それは正しい道だと感じた」と述べ。音響デザインと音楽は同時進行し、作曲は映画完成前から行われていた。オーケストラ部分はジェフ・アレクサンダーが指揮するBBCコンサート・オーケストラにより演奏された。ウォーラー＝ブリッジのスコアで構成された18トラックのアルバムは2022年12月23日にソニー・マスターワークスより発売された。

## 公開
2022年10月、Appleスタジオがチャーリー・マッケジーの絵本『ぼく モグラ キツネ 馬』（2019年）のアニメーションをBBCにより放送されるイギリス以外の全世界でAppleオリジナル映画として配給することが発表された。12月9日と12日に2つの予告編が公開され、さらに12月21日に『コライダー』で2分のクリップが独占公開されるというプロモーションが行われた。この短編映画は2022年12月24日にBBC OneとBBC iPlayerで初公開され、その翌日にApple TV+より全世界でストリーミング配信された。

## 評価

### 批評家の反応
レビュー集積サイトのRotten Tomatoesでは6件の批評に基づいて支持率は83%、平均点は8.5/10となった。Metacriticでは4件の批評に基づいて加重平均値は81/100と示された。
『コライダー』のエミリー・バーナードは5点満点で4.5点を与え、「マッケジーの本のファンは手描きイラストがその端正で雑多な美学を失うことなくスクリーン上に美しく変換されているのを見てまったくもって満足に思うだろう。台詞は文字通り線密な原作のページから抜き出したものなので、映画は物語が進行する短編映画というより動く絵本という印象を受ける。通常の短編映画のようなテンポの良さやプロットの推進力は無いが、それがかえって魅力を増しているのだ」と述べた。『インデペンデント』のミーガン・グレイは「『ぼく モグラ キツネ 馬』は大人にとっては目覚めの一撃、子供に取っ手が知恵の世界となる作品だ。この30分の物語は貴方に希望を与え、おそらく涙を少し流すことになるだろう。この作品から影響を受けないことはほとんど不可能なことだ」と評した。
『デイリー・テレグラフ』のアニタ・シンは「だがこの作品の素晴らしさはそのルックだ。そのアニメーション（『クマのプーさん』や『星の王子さま』の影響を受けている）は豪華で、マッケジーのインクと水彩絵に命が吹き込まれている。この作品を見ていると30分ほど世間から切り離されることができる。そしてそれを見て、まるでクリスマスに甘いものを過剰摂取するような、ゴールデン・シロップの桶に溺れているような気分になるのではないか」と評した。一方で『スペクテイター』誌のジェームズ・ウォルトンは批判的であり、「マッケジーの映画は明らかに『The Snowman』と並んで涙を誘うクリスマスの古典になることを望んでいるようだ。問題はこの望みが画面上で赤裸々で、必死にさえ見えることであり、この番組が私たちに魅力的で感動的であることを実質的に要求していることである」と述べた。

### 受賞とノミネート
| 賞               | 授賞式        | 部門                                                     | 対象                                                                           | 結果       | 参照                 |
| ---------------- | ------------- | -------------------------------------------------------- | ------------------------------------------------------------------------------ | ---------- | -------------------- |
| 英国アカデミー賞 | 2023年2月19日 | 英国短編アニメーション賞                                 | ピーター・ベイントン、チャーリー・マッケジー、カーラ・スペラー、ハナ・ミンゲラ | 受賞       | [ 23 ]               |
| アニー賞         | 2023年2月25日 | アニメ・スペシャル作品賞                                 | 『ぼく モグラ キツネ 馬』                                                      | 受賞       | [ 24 ]               |
| アニー賞         | 2023年2月25日 | アニメ効果賞 (テレビ/放送アニメ作品部門)                 | ピーター・ベイントン、レイモンド・パン、マルシャル・クーロン                   | ノミネート | [ 24 ]               |
| アニー賞         | 2023年2月25日 | キャラクターアニメーション賞 (テレビ/放送アニメ作品部門) | ティム・ワッツ                                                                 | 受賞       | [ 24 ]               |
| アニー賞         | 2023年2月25日 | 監督賞 (テレビ/放送アニメ作品部門)                       | ピーター・ベイントン、チャーリー・マッケジー                                   | 受賞       | [ 24 ]               |
| アニー賞         | 2023年2月25日 | 編集賞 (テレビ/放送アニメ作品部門)                       | ダニエル・ブディン                                                             | 受賞       | [ 24 ]               |
| アニー賞         | 2023年2月25日 | 音楽賞 (テレビ/放送アニメ作品部門)                       | イゾベル・ウォーラー＝ブリッジ、チャーリー・マッケジー                         | ノミネート | [ 24 ]               |
| アニー賞         | 2023年2月25日 | プロダクションデザイン賞 (テレビ/放送アニメ作品部門)     | マイク・マッケイン                                                             | ノミネート | [ 24 ]               |
| アカデミー賞     | 2023年3月12日 | 短編アニメ賞                                             | チャーリー・マッケジー、マシュー・フロイド                                     | 受賞       | [ 25 ] [ 26 ] [ 27 ] |